# Полевосундырское сельское поселение
Полевосунды́рское се́льское поселе́ние (чув. Хирти Сĕнтĕр ял тăрăхĕ) — муниципальное образование в составе Комсомольского района Чувашской Республики. Административный центр — деревня Полевой Сундырь. Численность населения — 1889 человек.
Адрес администрации: д. Полевой Сундырь, ул. Центральная, д. 1.
Главой поселения является Ефремов Геннадий Егорович.

## Населённые пункты
На территории поселения находятся следующие населённые пункты:
| Название        | Тип населённого пункта          | Население                |
| --------------- | ------------------------------- | ------------------------ |
| Полевой Сундырь | деревня, административный центр |                          |
| Полевые Инели   | деревня                         |                          |
| Новое Изамбаево | деревня                         |                          |
| Нюргечи         | деревня                         |                          |
| Степное Яниково | деревня                         |                          |
| Твеняшево       | деревня                         | 76 человек (фактическое) |

## Население
| 2010  | 2012  | 2013  | 2014  | 2015  | 2016  | 2017  |
| ----- | ----- | ----- | ----- | ----- | ----- | ----- |
| 1625  | ↘1601 | ↘1595 | ↘1582 | ↘1545 | ↘1522 | ↘1498 |
| 2018  | 2019  | 2020  | 2021  |       |       |       |
| ↘1455 | ↘1408 | ↘1376 | ↘1320 |       |       |       |

## Географические данные
Северная граница начинается от места пересечения Кайнлыкского, Полевосундырского, Александровского сельских поселений и идет на восток по северной границе коллективного предприятия «Сундырь» и доходит до узловой точки 36 места пересечения границ Комсомольского, Яльчикского муниципальных районов и Республики Татарстан.
Восточная граница начинается от узловой точки 36 места пересечения Комсомольского, Яльчикского муниципальных районов и Республики Татарстан проходит на юг пересекая ручей Большая Ерыкла вдоль восточной границы федерального государственного учреждения «Госсорткомиссия», пересекает реку малая Була и идет далее на юг до ручья Айбеси. Затем против течения ручья Айбеси идет до узловой точки 37 места пересечения Комсомольского, Батыревского, Яльчикского муниципальных районов.
Южная граница начинается от узловой точки 37 места пересечения Комсомольского, Батыревского, Яльчикского муниципальных районов и идет на запад вдоль южной границы Федерального государственного учреждения «Госсорткомиссия» до места пересечения Полевосундырского, Альбусь-Сюрбеевского сельских поселений и Батыревского муниципального района.
Западная граница начинается от места пересечения Полевосундырского ,Новочелны-Сюрбеевского сельского поселенияи и Батыревского муници-пального района и идет в северном направлении по течению ручья безымянного вдоль западной границы сельскохозяйственного производственного кооператива «Изамбаево». Доходит до оврага Малая Ерыкла и проходит далее до места пересечения Кайнлыкского, Полевосундырского, Александровского сельских поселений.

## История
Полевосундырский сельский Совет рабочих, крестьянских и красноармейских депутатов Большебатыревского района Чувашской АССР начал свою деятельность в октябре 1927 года после районирования.
В 1927 году были внесены изменения в Положения о сельских Советах. Были образованы исполнительные комитеты в сельских Советах. С декабря 1928 года по 19 мая 1935 данная структура называется Полевосундырский сельский исполнительный комитет Совета рабочих, крестьянских и красноармейских депутатов Большебатыревского района Чувашской АССР.
19 мая 1935 года постановлением ЦИК Чувашской АССР Большебатыревский район был переименован в Батыревский. С 19 мая 1935 года по 22 февраля 1939 года сельский совет носит название Полевосундырский сельский исполнительный комитет Совета рабочих, крестьянских и красноармейских депутатов Батыревского района Чувашской АССР.
19 февраля 1939 года Президиум Верховного Совета РСФСР принял Указ «Об изменении границ иного административно-территориальном составе Батыревского и Шихирдановского района Чувашской АССР», по этому указу Батыревский район был ликвидирован и образован новый район — Комсомольский. Полевосундырский сельский исполнительный комитет Совета рабочих, крестьянских, и красноармейских депутатов вошёл в состав Комсомольского района.
На основе Конституции СССР 1939 года после первых выборов декабря 1939 года в местные Советы депутатов трудящихся продолжил свою деятельность Полевосундырский сельский Совет депутатов трудящихся и исполнительный комитет Комсомольского района.
1 февраля 1963 года Указом Президиума Верховного Совета РСФСР было проведено укрупнение районов Чувашской АССР и деление их на сельские и промышленные. Новый район — Батыревский вошёл в число сельских. В его состав вошёл и ликвидированный Комсомольский район. С 20 октября 1962 года назывался Полевосундырский сельский Совет депутатов трудящихся и исполнительный комитет Батыревского района.
Указом Президиума Верховного Совета РСФСР от 12 января 1965 года понятие «сельские» и «промышленные районы» было упразднено, Комсомольский район создан вновь. С 14 марта 1965 года по 7 октября 1977 года сельский совет носит название Полевосундырский сельский Совет депутатов трудящихся и исполнительный комитет Комсомольского района.
В соответствие с новой Конституцией 1977 года Совет депутатов трудящихся стал называться Советом народных депутатов. На территории Комсомольского района Полевосундырский сельский Совет является полноправным органом и осуществляет свою деятельность через исполком. Совет и его исполком решает вопросы хозяйственного и социально-культурного строительства, обеспечивает выполнение планов. В состав сельского совета входят следующие населённые пункты: Полевые Инели, Полевой Сундырь, Новое Изамбаево, Твеняшево, Нюргечи, Яниково, с центром в деревне Полевой Сундырь.
С 1991 года Полевосундырский сельский Совет народных депутатов был переименован в Полевосундырскую сельскую администрацию. С 1 января 2006 года Полевосундырская сельская администрация преобразована в соответствии с Федеральным Законом РФ № 131 в Полевосундырское сельское поселение.

## Организации
На территории Полевосундырского сельского поселения имеются сельскохозяйственные предприятия: СХПК Изамбаево, ФГУ «Госсорткомиссия», ООО «Галион», молочный цех в д. Изамбаево, 3 сельских Дома культуры, 3 фельдшерско-акушерских пункта, 1 средняя общеобразовательная школа, 5 магазинов Райпо, 6 частных магазинов, отделение узла почтовой связи, 2 библиотеки, 11 крестьянско-фермерских хозяйств. Сельскохозяйственные предприятия занимаются, в основном, растениеводством и животноводством.
Список организаций:
- Администрация Полевосундырского сельского поселения;
- ФГУ «Госсорткомиссия»;
- СХПК «Изамбаево»;
- ООО «Галион»;
- Молочный цех;
- МОУ «Нюргечинская средняя общеобразовательная школа» (217 учащихся);
- Нюргечинский СДК;
- Полевосундырский СДК;
- Новоизомбаевский СДК;
- Нюргечинская ФАП;
- Полевосундырский ФАП;
- Новоизомбаевский ФАП;
- Полевосундырский ТПС;
- ЧП м-н «Мираж»;
- Новоизомбаевский ТПС;
- ЧП «Татьяна»;
- Нюргечинский ТПС ;
- М-н Вечерний;
- ЧП «Для Вас»;
- ЧП «Рубин»;
- Яниковский ТПС;
- М-н «Удача».